# Asterropteryx semipunctata
Asterropteryx semipunctata är en fiskart som beskrevs av Rüppell, 1830. Asterropteryx semipunctata ingår i släktet Asterropteryx och familjen smörbultsfiskar. Inga underarter finns listade.

## Bildgalleri

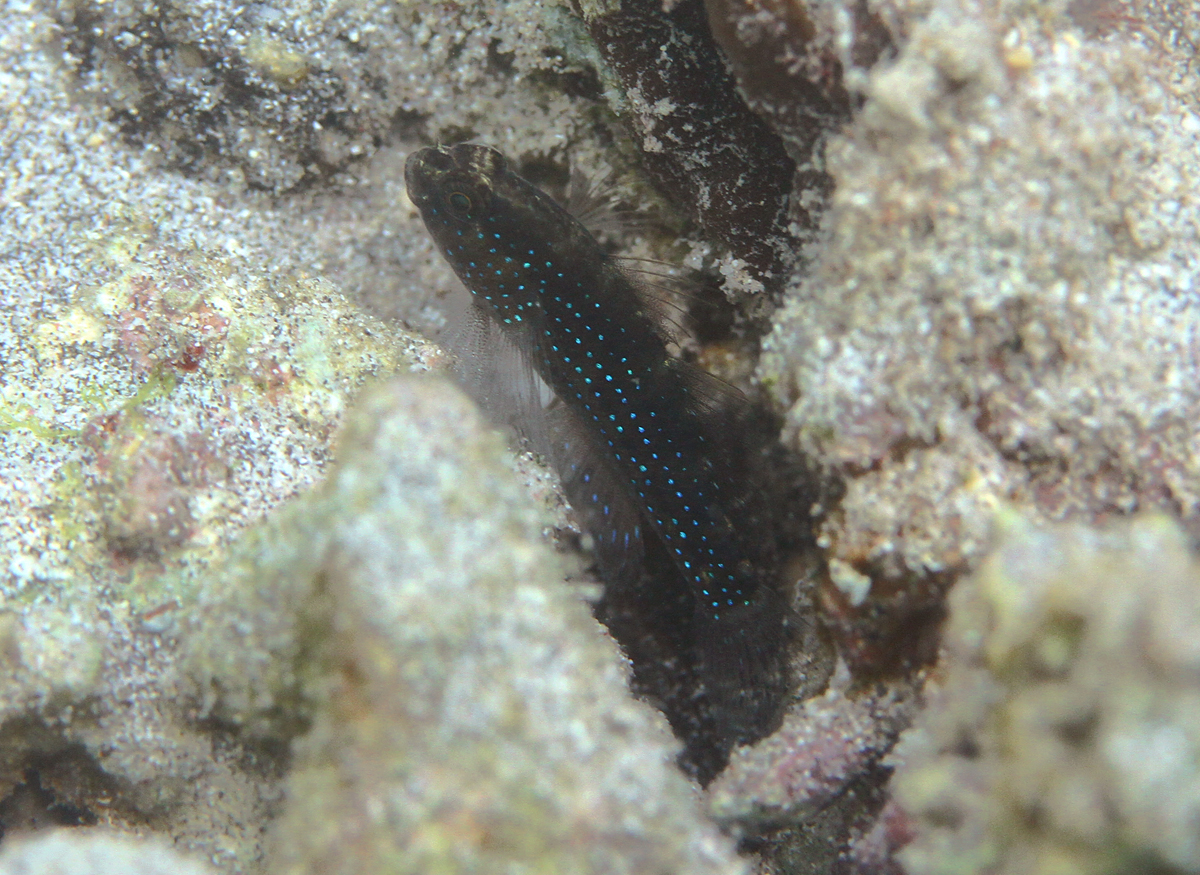
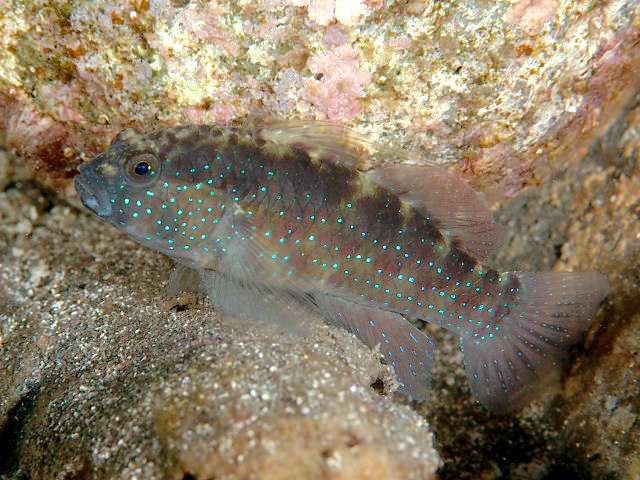
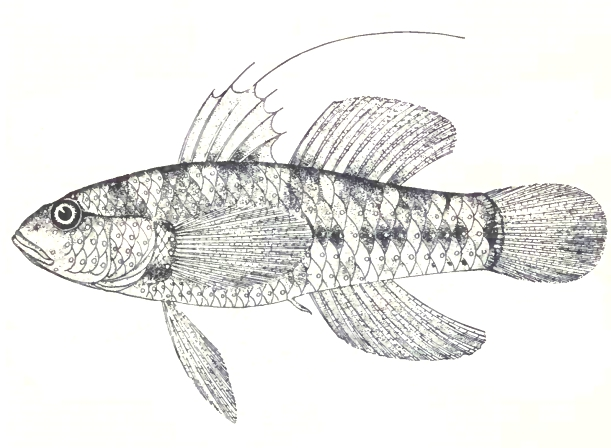